# Stržki
Stržki (znanstveno ime Troglodytidae) so družina ptic iz reda pevcev, razširjena predvsem po Novem svetu. Opisanih je 88 zdaj živečih vrst, ki jih združujemo v 19 rodov.

## Opis
Stržki so majhni do srednje veliki ptiči s čokatim telesom, kratkimi perutmi in repom, ki ga običajno držijo kvišku. Imajo sorazmerno srednjedolge noge in kljun, ki je rahlo ukrivljen navzdol. Operjenost je pri večini vrst rjava, pogosto s temnejšimi prečnimi progami po zgornji polovici telesa, redki pa niso niti kontrastni vzorci s črno in belo. Samci in samice so si podobni.
So pretežno žužkojedi, čigar prehrana vključuje tudi druge manjše nevretenčarje, pri večjih vrstah pa tudi male sesalce. Ob pomanjkanju dopolnjujejo z jagodičevjem in semeni, nekateri tudi z morsko travo. Večinoma so monogamni, samec in samica skrbita za zarod skupaj, v okoljih, bogatejših s hrano pa je pogost pojav poliginija, kjer samec zgradi več gnezd v paritvenem obdobju in ima zarode z več samicami. Mnoge vrste gnezdijo v skalnih špranjah, drevesnih duplih ali opuščenih brlogih drugih živali. Na to značilnost se nanaša njihovo znanstveno ime, po starogrškem izrazu troglodytes – dobesedno »prebivalec jame«.

## Habitat in razširjenost
Skupno območje razširjenosti zajema skoraj vse ozemlje Amerik razen tundre na skrajnem severu in predele Starega sveta z zmernim podnebjem. Pri tem pa je v Starem svetu zastopana le ena vrsta – (navadni) stržek, ki živi v gozdovih zmernega pasu od Evrope do Vzhodne Azije, medtem ko v Amerikah najdemo vrste, ki so se prilagodile na vse mogoče habitate, od puščav in visokogorja do tropskega deževnega gozda.
V Sloveniji tako kot v preostanku Starega sveta živi le stržek. Je splošno razširjen in zelo pogost gnezdilec, odsoten le v visokogorju nad gozdno mejo in redkejši na severovzhodu države.

## Sistematika
88 opisanih vrst združujemo v 19 rodov:
- Campylorhynchus
- Odontorchilus
- Salpinctes
- Catherpes
- Hylorchilus
- Cinnycerthia
- Cistothorus
- Thryomanes
- Ferminia
- Pheugopedius
- Thryophilus
- Cantorchilus
- Thryothorus
- Troglodytes
- Thryorchilus
- Uropsila
- Henicorhina
- Microcerculus
- Cyphorhinus